# 아르툐몹스키

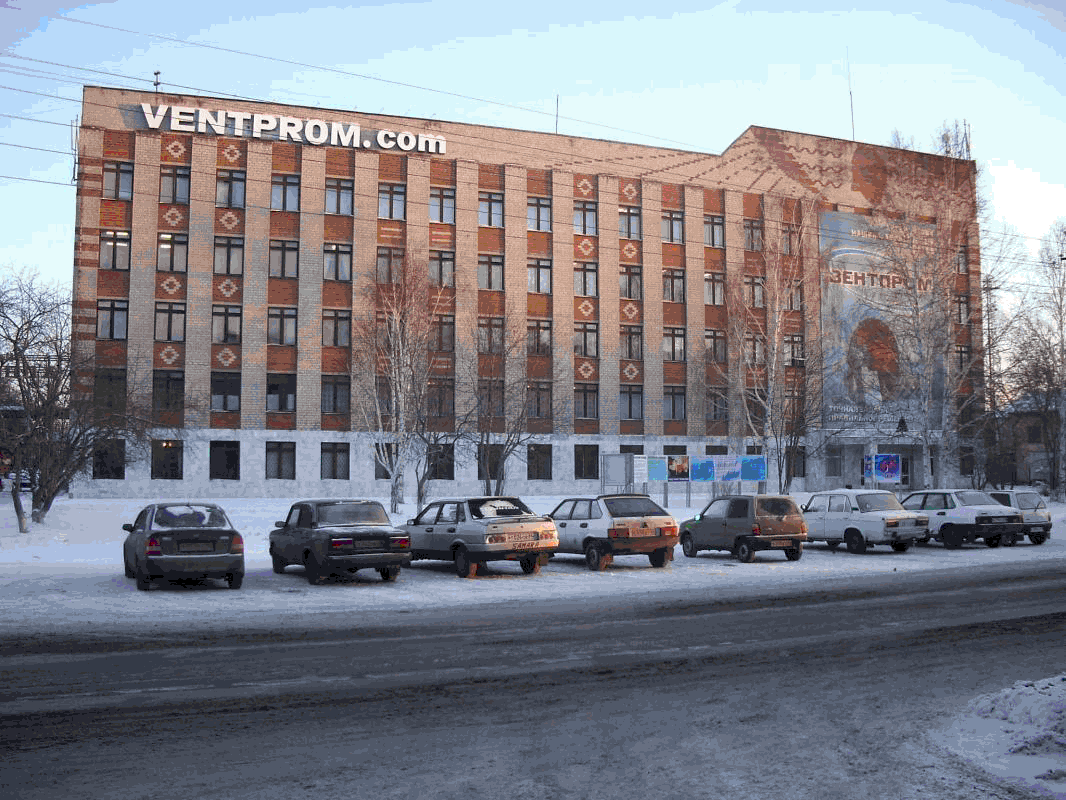

아르툐몹스키(러시아어: Артёмовский)는 스베르들롭스크주 아르툐몹스키군의 중심지이다.

## 지리
우랄산맥의 동쪽지역에 위치해 있고, 보브롭카강과 이르비트강(오비강의 지류)이 흐르고 있다. 남동쪽으로 120km지점에 예카테린부르크가 위치해 있다.

## 주민
4만300명(2001년; 1992년에는 4만1,400명)의 인구가 거주하고 있다.